# 周延 (嘉靖進士)
周延（1499年—1561年），字南喬，號崦山、俨山，江西吉安府吉水縣人。明朝政治人物，官至左都御史。

## 生平
嘉靖元年（1522年）壬午科江西乡试第40名举人，二年（1523年）联捷癸未科会试98名、三甲155名進士，任潛江知縣，調新會，政績卓著，入祀兩地名宦祠。嘉靖七年（1528年），擢兵科給事中。朝儀剝奪新建伯王守仁爵位，周延上疏反對，謫太倉州判官，丁憂去職。守喪期滿，補宿州。歷官南京吏部郎中，出為廣東布政使司參政。嘉靖二十四年（1545年）遷福建按察使，嘉靖二十六年（1547年）遷廣東左布政使，同年以都察院右副都御使，巡撫應天，平定林成之亂，進兵部右侍郎，提督兩廣軍務。嘉靖三十年（1551年），召為刑部左侍郎。歷南京右都御史。次年，任南京禮部尚書，又改兵部。
嘉靖三十四年（1555年），召為都察院左都御史，考核天下官員，秉公無私。與刑部尚書鄭曉、大理寺卿馬森並稱「三平」。世宗用給事中徐浦之議，令廷臣及督撫舉薦邊才。於是前侍郎郭宗皐，都御史曹邦輔、吳嶽，祭酒鄒守益，修撰羅洪先，御史吳悌、方涯，主事唐樞，參政周大禮、曹亨，參議劉志，知府黃華皆在推薦名單中。御史羅廷唯上疏反對，世宗因此以為吏部濫舉，命會同都察院核議。周延與尚書吳鵬等上言，所舉者皆不負人望，世宗不悅，斥責周延等，舉賢之事也從此作罷。嘉靖四十年（1561年），周延卒於官，贈太子太保，諡簡肅。《明史》有傳。

## 家族
曾祖周适，教授。祖父周温，父周良福。母李氏。慈侍下。弟周纓。

## 延伸阅读
[在维基数据编辑]
 《國朝獻徵錄·卷之五十四》，出自焦竑《國朝獻徵錄》
 《明史卷二百〇二》，出自《明史》